# 1941년 독일에 대한 미국의 선전포고
1941년 12월 11일, 미국 의회는 일본 제국의 진주만 공격 이후 독일이 미국에 선전포고한 지 몇 시간 만에 독일에 선전포고했다 (Pub.L. 77–331, Sess. 1, ch. 564, 55 Stat. 796). 투표는 양원 모두 만장일치로 승인되었는데, 상원에서 88대 0, 하원에서 393대 0이었다.

## 본문

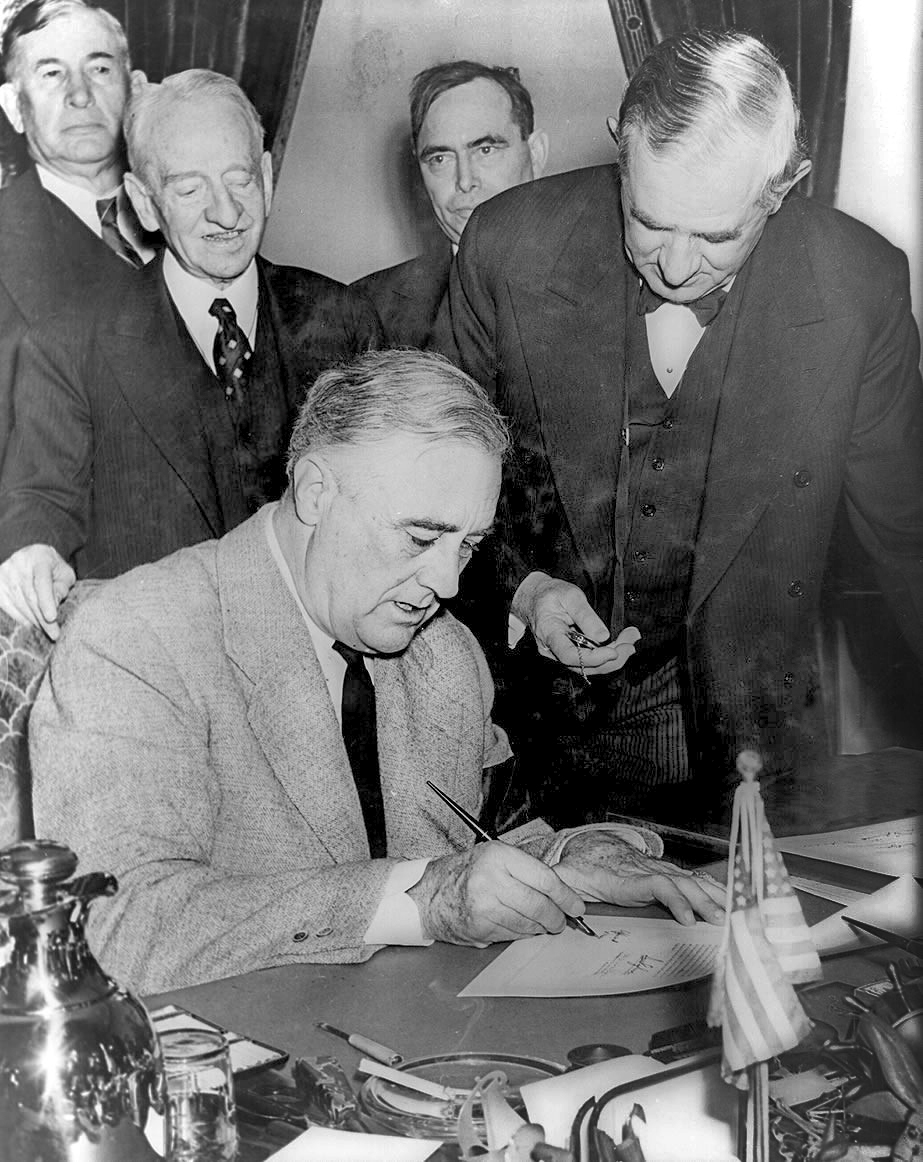
루스벨트 대통령이 독일에 대한 선전포고에 서명하고 있다. 상원의원 톰 코널리가 선언의 정확한 시간을 기록하기 위해 시계를 들고 서 있다.

아메리카 합중국 제77차 의회;
제1차 회기
1941년 1월 3일 금요일, 워싱턴시에서 시작되고 개최되다.
공동 결의안
독일 정부와 미국 정부 및 국민 사이에 전쟁 상태가 존재함을 선언하고 이를 수행하기 위한 규정을 제정함
독일 정부가 아메리카 합중국 정부와 국민에게 공식적으로 전쟁을 선포하였으므로:
따라서 다음과 같이 결정한다.
미국 상원과 하원이 의회에 모여 결의한다, 미국에 강요된 미국과 독일 정부 간의 전쟁 상태를 이로써 공식적으로 선언하며; 대통령은 이로써 독일 정부에 대항하는 전쟁을 수행하기 위해 미국 해군 및 육군 전체와 정부의 자원을 동원할 권한과 지시를 받으며; 분쟁을 성공적으로 종결하기 위해 이로써 미국 의회는 국가의 모든 자원을 약속한다.
(서명) 샘 레이번, 하원의장
(서명) H. A. 월리스, 미국 부통령 겸 상원의장
1941년 12월 11일 오후 3시 5분 동부 표준시 승인
(서명) 프랭클린 D. 루스벨트

## 같이 보기
- 아카디아 회의
- 제2차 세계 대전 중 선전포고
- 제2차 세계 대전의 외교사
- 독일의 미국에 대한 선전포고
- 켈로그-브리앙 조약
- 1939년 독일에 대한 영국의 선전포고
- 1917년 독일에 대한 미국의 선전포고
- 미국의 이탈리아에 대한 선전포고
- 미국의 대일 선전포고